# گیسلر (دهانه)
گیسلر یک دهانه برخوردی در ماه‌ است.